# Edge of Forever
Albums de Lynyrd Skynyrd
Twenty
(1997) Christmas Time Again
(2000)
Singles
1. Workin'
Sortie : septembre 1999
2. Preacher Man
Sortie : décembre 1999

Edge of Forever est le dixième album studio du groupe de rock sudiste, Lynyrd Skynyrd. Il est sorti le 10 août 1999 sur le label allemand SPV GmbH et a été produit par Ron Nevison.

## Historique
Cet album fut enregistré en 1999 dans les studios Ocean Way Recording de Nashville et les studios "The Castle" de Franklin dans le Tennessee. Pour cet album le groupe s'est choisi un nouveau producteur en la personne de Ron Nevison, connu pour son travail avec notamment UFO, le Jefferson Starship ou les Damn Yankees.
Pour enregistrer cet album le groupe n'a pas de batteur définitif et fait appel à Kenny Aronoff, un sideman très prisé aux États-Unis. Michael Cartellone qui joue des percussions sur cet album deviendra le batteur attitré du groupe après la sortie de l'album.
Cet album fera une courte apparition (2 semaines) dans le classement du Billboard 200 où il atteindra la 96e place. Les deux singles se classeront dans le chart Mainstream Rock Tracks du Billboard, respectivement à la 13e place pour Workin et 26e place pour Preacher Man.
Il est le dernier album de Lynyrd Skynyrd sur lequel Leon Wilkeson joue de la basse sur tous les titres.

## Liste des titres
| No  | Titre                  | Auteur                                                              | Durée |
| --- | ---------------------- | ------------------------------------------------------------------- | ----- |
| 1.  | Workin'                | Gary Rossington, Johnny Van Zant, Rickey Medlocke, Hughie Thomasson | 4:53  |
| 2.  | Full Moon Night        | Rossington, J. Van Zant, Medlocke, Thomasson                        | 3:45  |
| 3.  | Preacher Man           | Rossington, J. Van Zant, Medlocke, Thomasson                        | 4:34  |
| 4.  | Mean Streets           | Rossington, J. Van Zant, Medlocke, Thomasson                        | 4:50  |
| 5.  | Tomorrow's Goodbye     | Rossington, J. Van Zant, Medlocke, Thomasson, Gary Burr             | 5:06  |
| 6.  | Edge of Forever        | J. Van Zant, Melocke, Jim Peterik                                   | 4:23  |
| 7.  | Gone Fishin'           | Rossington, J. Van Zant, Medlocke, Thomasson                        | 4:23  |
| 8.  | Through It All         | J. Van Zant, Peterik, Robert White Johnson                          | 5:29  |
| 9.  | Money Back Guarantee   | Rossington, J. Van Zant, Medlocke, Thomasson                        | 4:02  |
| 10. | G.W.T.G.G.             | Rossington, J. Van Zant, Medlocke, Thomasson                        | 4:04  |
| 11. | Rough Around the Edges | Rossington, J. Van Zant, Medlocke, Thomasson                        | 5:06  |
| 12. | FLA.                   | Rossington, J. Van Zant, Medlocke, Thomasson                        | 3:54  |

## Musiciens
Lynyrd Skynyrd
- Johnny Van Zant: chant
- Gary Rossington: guitare lead, rythmique, acoustique & slide
- Rickey Medlocke: guitare lead, rythmique, acoustique & slide, chœurs
- Hughie Thomasson: guitare lead, rythmique, acoustique & slide, chœurs
- Leon Wilkeson: basse
- Billy Powell: claviers
- Dale Krantz-Rossington: chœurs
- Carol Chase: chœurs

Musiciens additionnels
- Kenny Aronoff: batterie, percussions
- Michael Cartellone: percussions
- Bill Cuomo: claviers additionnels
- Chris Eddy: chœurs

## Charts
Charts album
| Pays       | Durée du classement | Meilleur classement |
| ---------- | ------------------- | ------------------- |
| Allemagne  | 4 semaines          | 47e                 |
| États-Unis | 2 semaines          | 96e                 |
| Finlande   | 5 semaines          | 19e                 |

Chart singles
| Pays       | Date       | Titre        | Chart                  | Durée du classement | Classement |
| ---------- | ---------- | ------------ | ---------------------- | ------------------- | ---------- |
| États-Unis | 25/09/1999 | Workin'      | Mainstream Rock Tracks | 15 semaines         | 13e        |
| États-Unis | 11/12/1999 | Preacher Man | Mainstream Rock Tracks | 12 semaines         | 26e        |